# La cagna (pel·lícula de 1972)
La cagna (Liza) és una pel·lícula italiana del 1972 dirigida per Marco Ferreri, basada en la novel·la Melampus d'Ennio Flaiano. És la primera de les "pel·lícules franceses" de Ferreri, que tornarà a dirigir el duet Mastroianni-Deneuve dos anys després a Touche pas à la femme blanche !.

## Argument
L'artista de mitjana edat Giorgio viu en completa solitud en un illot deshabitat, a l'estret de Bonifacio, amb l'única companyia del gos Melampo, pescant, passejant, recollint tot el que li porta el mar i dibuixant còmics. Un dia a prop de la platja s'atura un veler des del qual es submergeix la rossa Liza que, després d'una altra baralla amb els amics i el seu company Ludwig amb qui passa unes vacances, queda abandonada a l'illa. Giorgio es veu obligat contra la seva voluntat a acollir l'intrusa al seu excèntric búnquer i, després de passar la nit junts, la porta de tornada a terra ferma l'endemà.
Fascinada per l'ermità taciturn, Liza decideix tornar a l'illa per estar amb ell. No obstant això, quan s'adona que Giorgio, tot i que aprecia que ha trobat un jove amant, és més aviat indiferent a la seva presència i prefereix passar el seu temps "conversant" amb el fidel Melampo, impulsada per la gelosia, provoca cruelment la mort del gos, provocant que nedi fins que es s'ofega per cansament. Així que decideix fer el paper de la "gossa" per cridar tota l'atenció de l'home, que sembla que agraeix aquest joc de rol de dominació i submissió.
L'estrany idil·li dura poc perquè Giorgio es veu obligat a tornar a París, a la família que ha abandonat, quan el seu fill adolescent li informa de l'intent de suïcidi de la seva mare. Quan surt de l'illa, li demana a la Liza que l'esperi, prometent tornar aviat. Tornant a la civilització, Giorgio troba la vida burgesa de la qual havia fugit, però la "gossa" ha seguit el "mestre" i l'empeny a tornar amb ella a l'illa on poden viure la seva relació exclusiva.
Un dia el mar s'emporta el vaixell, l'única manera d'arribar a terra ferma, i tots dos es troben completament aïllats del món. Sense menjar i sense poder mantenir-se sols pescant, aviat es veuen reduïts a la fam i intenten deixar l'illa en vol, amb un avió excedent de guerra que Giorgio ha reparat d'alguna manera.

## Repartiment
- Marcello Mastroianni: Giorgio
- Catherine Deneuve: Liza
- Corinne Marchand: esposa de Giorgio
- Claudine Berg: amiga de Liza
- Pascal Laperrousaz: Paolo, fill de Giorgio
- Dominique Marcas: cambrera
- Enrico Balsi:
- Luigi Antonio Guerra:
- Claudia Bianchi:
- Valérie Stroh: Valeria, filla de Giorgio
- Fabrizio Benedetti:
- Michel Piccoli: amic de Giorgio

## Producció
Originalment Ennio Flaiano va fer un guió de la seva novel·la curta Melampus amb la intenció de debutar com a director, però el projecte no es va realitzar. Tot i ser acreditat pel guió de la pel·lícula dirigida per Marco Ferreri, juntament amb el mateix director i Jean-Claude Carrière, no va participar de cap manera en la realització i gairebé no va poder apreciar els canvis radicals fets al seu treball.
El rodatge de la pel·lícula es va dur a terme gairebé íntegrament a les illes Lavezzi i a l'illa Cavallo, amb l'excepció de les poques seqüències ambientades a París.

## Crítica
El Dizionario Morandini la defineix com una «faula molt amarga sobre la solitud en un món degradat, realitzada en un espai tancat, amb sacsejades iròniques i misògines» d'«alt nivell estilístic».
Pel Dizionario Mereghetti és «una obra de transició en la filmografia de Ferreri, encara que tingui èxit a la seva manera».

## Estil
Tot i que el tema aparentment és molt fort, una relació sado-masoquista, Ferreri opta per tractar-la amb un deslligament extrem, com si no volgués compartir la desesperació dels seus personatges sense futur, narrant-la «sense sadisme ni complaença morbosa».
La narració és esquinçada, reduïda a moltes seqüències breus, com si fossin apunts, traces d'escriptura.